# Petroleuciscus
Petroleuciscus – rodzaj ryb z rodziny karpiowatych (Cyprinidae).

## Występowanie
Wody słodkie i słonawe zlewiska Morza Egejskiego, Czarnego, Azowskiego i Marmara.

## Klasyfikacja
Gatunki zaliczane do tego rodzaju:
- Petroleuciscus borysthenicus – bobyrec[3]
- Petroleuciscus esfahani
- Petroleuciscus kurui
- Petroleuciscus smyrnaeus
- Petroleuciscus squaliusculus
- Petroleuciscus ulanus

Gatunkiem typowym jest Squalius borysthenicus (P. borysthenicus).